# The Terror (film fra 1920)
The Terror er en amerikansk stumfilm fra 1920 af Jacques Jaccard.

## Medvirkende
- Tom Mix
- Lester Cuneo
- Francelia Billington
- Lucille Young
- Joseph Bennett
- Charles K. French
- Wilbur Higby